# Langmuirminimum
Het langmuirminimum is een potentiaalminimum dat ontstaat bij thermionische emissie. In een geleider hebben de vrije elektronen een temperatuursafhankelijke snelheidsverdeling, de zogenaamde Maxwell-Boltzmann-verdeling. Sommige elektronen hebben daardoor voldoende energie om door de energiebarrière aan het oppervlak te breken. Ten gevolge van de ontsnappende elektronen ontstaat een laag van negatieve lading vlak boven het oppervlak van de geleider; deze lading zorgt voor een negatieve potentiaalverdeling, waarvan de laagste potentiaal het langmuirminimum wordt genoemd. Dit langmuirminimum vormt een nieuwe energieberg voor ontsnappende elektronen, waardoor de meeste elektronen weer terugvallen naar de geleider.
Met een uitwendig aangelegd potentiaalverschil kunnen elektronen door het langmuirminimum getrokken worden, waardoor thermionische emissie ontstaat. Hierop is het principe van elektronen- en kathodestraalbuizen gebaseerd.
Irving Langmuir heeft dit verschijnsel beschreven.